# Piqué
Piqué (nogle gange omtalt som piké eller marcella) er en vævning, der normalt bruges til bomuldsgarn, som er karakteriseret ved en nopret overflade skabt af hævede parallelle snore eller ribkanter.
Vævningen er særligt associeret med kjole og hvidt, og nogle kilder hævder sågar at stoffet blev opfundet specifikt til denne brug. Den indeholder mere stivelse end almindelig tekstil, og skaber således en mere stiv front på skjorten. Piquéskjorter erstattede tidligere skjorter med glatte forstykker, som stadig er et validt alternativ. Piqué-vævningen spredte sig herefter til andre dele af dresscoden, og er i dag den mest normale type stof til butterfly og vest sammen med kjolesættet. En strikket type tekstil med en lignende tekstur benyttes i polo-shirts.
Piqué eller marcella blev udviklet af bomuldsindustrien i Lancashire i slutningen af 1700-tallet som en mekaniseret teknik til at fremstille dobbeltvævet stof med et tungt lukket islæt. Det blev oprindeligt brugt til at imitere vævningen i provencalske sengetæpper fremstillet i Marseille, og produktionen blev en vigtig industri for Lancashire fra slutningen af 1700-tallet frem til begyndelsen af 1900-tallet. Navnet "marcella" er en af adskillige variationer af ordet "Marseille".
Piqué-tekstiler er en afart af dobby-konstruktion. Piqué-stoffer kan fremstilles i forskellige mønstre heriblandt vaffel-, bikube og fugleøje-mønstre. Disse tekstiler kræver tilføjelse af yderlige garn, kaldet udfyldnings-garn. De kan blive inkorporeret på bagsiden af stoffet for at give tekstur og dybde til designet. Nogle typer piqué kan fremstilles vha. en Jacquardvævestol. Selvom stoftypen bliver fremstillet af 100 % bomuld i dag, er der tidligere blevet fremstillet blandinger af bomuld og silke og sågar rene silkevævninger.